# Međuopćinska nogometna liga Kutina – Ivanić-Grad – Novska 1984./85.
Međuopćinska nogometna liga Kutina – Ivanić-Grad – Novska za sezonu 1984./85. 
 Sudjelovalo je 14 klubova, a prvak je bila "Moslavina" iz Kutine. 

## Ljestvica
| mj. | klub                     | ut. | pob. | ner. | por. | gol+ | gol- | bod     |
| --- | ------------------------ | --- | ---- | ---- | ---- | ---- | ---- | ------- |
| 1.  | Moslavina Kutina         | 26  | 22   | 3    | 1    | 82   | 22   | 47      |
| 2.  | Jedinstvo Novska         | 26  | 19   | 5    | 2    | 86   | 27   | 42 (-1) |
| 3.  | Ivanić (Ivanić-Grad)     | 26  | 17   | 5    | 4    | 76   | 25   | 39      |
| 4.  | Mladost Gornja Gračenica | 26  | 14   | 3    | 9    | 56   | 51   | 32      |
| 5.  | Vatrogasac Husain        | 26  | 12   | 6    | 8    | 61   | 47   | 31      |
| 6.  | Sloga Križ               | 26  | 11   | 5    | 10   | 57   | 43   | 27      |
| 7.  | Bratstvo Voloder         | 26  | 9    | 4    | 13   | 63   | 69   | 22      |
| 8.  | Sloga Potok              | 26  | 7    | 8    | 11   | 38   | 55   | 22      |
| 9.  | Omladinac Ludina         | 26  | 9    | 3    | 14   | 39   | 46   | 21      |
| 10. | Balkan Jasenovac         | 26  | 7    | 6    | 13   | 42   | 64   | 20      |
| 11. | Lokomotiva Kutina        | 26  | 8    | 4    | 14   | 34   | 55   | 20      |
| 12. | Omladinac Konščani       | 26  | 8    | 2    | 16   | 32   | 64   | 18      |
| 13. | Graničar Križ            | 26  | 7    | 3    | 16   | 36   | 58   | 17      |
| 14. | Slavonac Lipovljani      | 26  | 3    | 1    | 22   | 44   | 120  | 7       |

- Ludina – danas Velika Ludina

## Rezultatska križaljka
| kratica | klub                     | BAL | BRA      | GRA | IVA | JED | LOK | MLA | MOS | OMLK | OMLL | SLA  | SLOK | SLOP | VAT |
| --- | ------------------------ | --- | -------- | --- | --- | --- | --- | --- | --- | ---- | ---- | ---- | ---- | ---- | --- |
| BAL | Balkan Jasenovac         |     |          |     |     | 0:3 |     | 1:4 |     |      |      |      |      |      |     |
| BRA | Bratstvo Voloder         |     |          |     |     | 1:3 |     | 4:2 |     |      |      |      |      |      |     |
| GRA | Graničar Križ            |     |          |     |     | 1:2 |     | 2:1 |     |      |      |      |      |      |     |
| IVA | Ivanić (Ivanić-Grad)     |     |          |     |     | 3:3 |     | 4:1 |     |      |      |      |      |      |     |
| JED | Jedinstvo Novska         | 3:0 |          | 2:1 | 1:1 |     | 4:0 | 4:0 | 3:1 |      | 3:1  | 13:0 | 2:0  | 1:2  | 3:1 |
| LOK | Lokomotiva Kutina        |     |          |     |     |     |     | 0:4 |     |      |      |      |      |      |     |
| MLA | Mladost Gornja Gračenica | 3:2 | 3:0 p.f. | 4:1 | 2:1 | 2:0 | 3:0 |     | 2:7 | 3:2  | 2:0  | 3:2  | 2:1  | 2:3  | 3:2 |
| MOS | Moslavina Kutina         |     |          |     |     | 2:2 |     | 5:1 |     |      |      |      |      |      |     |
| OMLK | Omladinac Konščani       |     |          |     |     | 0:2 |     | 1:0 |     |      |      |      |      |      |     |
| OMLL | Omladinac Ludina         |     |          |     |     | 1:2 |     | 1:2 |     |      |      |      |      |      |     |
| SLA | Slavonac Lipovljani      |     |          |     |     |     |     | 2:2 |     |      |      |      |      |      |     |
| SLOK | Sloga Križ               |     |          |     |     | 1:2 |     | 1:1 |     |      |      |      |      |      |     |
| SLOP | Sloga Potok              |     |          |     |     | 2:2 |     | 2:2 |     |      |      |      |      |      |     |
| VAT | Vatrogasac Husain        |     |          |     |     | 2:2 |     | 3:2 |     |      |      |      |      |      |     |
| |                          |     |          |     |     |     |     |     |     |      |      |      |      |      |     |
| podebljan rezultat - utakmice od 1. do 13. kola (1. utakmica između klubova) rezultat normalne debljine - utakmice od 14. do 26. kola (2. utakmica između klubova) rezultat nakošen - nije vidljiv redoslijed odigravanja međusobnih utakmica iz dostupnih izvora rezultat smanjen * - iz dostupnih izvora nije uočljiv domaćin susreta prekrižen rezultat - poništena ili brisana utakmica p - utakmica prekinuta 3:0 p.f. / 0:3 p.f. - rezultat 3:0 bez borbe |                          |     |          |     |     |     |     |     |     |      |      |      |      |      |     |

 Izvori: